# Старая Уралка
Старая Уралка (баш. Иҫке Урал) — село в составе городского округа Кумертау в Республике Башкортостан, входит в Подгорный сельсовет. Живут чуваши.

## Описание
Расположено на берегу р. Уралка (бассейн Большого Юшатыря) в 4 км к юго-востоку от города Кумертау и в 4 км к северо-востоку от села Ермолаево, центра Куюргазинского района.
Вдоль восточной окраины села проходит автодорога Р240 Уфа — Оренбург.
Село основано по договору 1769 о припуске (по другим данным в 1766) на вотчинных землях башкир Бушман-Кипчакской волости Ногайской дороги чувашами-новокрещенами из соседнего села Бугульчан. Известна как Бугульчанский Урал, также Симошкино, Уралка.
Занимались земледелием. Была почтовая станция. Здесь побывал английский эколог Джон Кромби Браун (1808—1895), искупавший в реке Большой Юшатырь
В 1900 зафиксированы школа, водяная мельница. С образованием в 1920-е гг. выселка Новая Уралка получила современное название.
С 1984 года подчинено администрации города Кумертау.
Есть фельдшерско-акушерский пункт.

## Население
| 2010 |
| ---- |
| 257  |

Историческая численность населения: в 1795—350 чел., в 1866 в 90 дворах — 655 чел., в 1900—987; 1920—1458; 1939—972; 1959—1000; 1989—362; 2002—284.